# Scrophularia glabella
Scrophularia glabella är en flenörtsväxtart som beskrevs av V.P. Bochantsev och Junussov. Scrophularia glabella ingår i släktet flenörter, och familjen flenörtsväxter. Inga underarter finns listade i Catalogue of Life.